# 24 часа: Искупление
«24: Искупление» — полнометражный телевизионный фильм, созданный на основе телесериала «24 часа». Был показан 23 ноября 2008 на канале Fox. Над фильмом работали исполнительный продюсер Говард Гордон и режиссёр Джон Кассар. События фильма происходят спустя почти четыре года после шестого сезона и за два месяца до седьмого сезона в режиме реального времени между 15:00 и 17:00 в День инаугурации нового президента США.
В Соединённых Штатах полным ходом идёт подготовка к инаугурации первой женщины-президента в истории США. Тем временем скрывающийся от властей Джек Бауэр находится в Африке и оказывается участником международного заговора с целью военного переворота в вымышленной стране Сангала».
Рабочим заголовком было «24: Изгнание». В основу фильма легли материалы отснятых 8 серий седьмого сезона. Съёмочной группе пришлось остановить производство 7 сезона из-за забастовки Американской Гильдии сценаристов, которая и задержала выход седьмого сезона сериала на целый год. Но в то же время забастовка дала возможность каналу пересмотреть всю концепцию сезона и написать что-то новое. Большинство сцен фильма было отснято недалеко от Кейптауна, ЮАР.
Фильм получил положительные отзывы. Зрители особенно отметили показ более человечной стороны Джека Бауэра. Фильм был номинирован на «Золотой глобус», а также пять номинаций премии «Эмми».
Фильм на DVD был выпущен в оригинальной версии (original broadcast version) и в расширенной режиссёрской (extended directors cut), разница между которыми составляет около 20 минут.

## Сюжет
Место действия — Сангала, вымышленная африканская страна, где Джек Бауэр (Кифер Сазерленд) пытается обрести внутренний покой и помогает своему старинному армейскому другу миссионеру Карлу Бентону (Роберт Карлайл) в школе, которую тот организовал в Окаванго для детей-сирот. Правительство США разыскивает Бауэра, чтобы тот предстал перед Сенатом США и ответил за нарушения прав человека во время его службы на американское правительство. Теневая организация США во главе с Джонасом Ходжесом (Джон Войт) помогает генералу Джуму и его ополчению в государственном перевороте.
Повествование начинается с краткого пролога, показывающего маленького мальчика, которого похищают ночью и силой заставляют присоединиться к повстанцам, готовящим военный переворот.
В школу приезжает служащий посольства США и пытается вручить Джеку повестку в суд, чтобы Бауэр предстал перед Сенатом касательно обвинений в пытках. Но Джек отказывается. Чтобы школу не лишили финансирования, Джек решает покинуть ее, несмотря на то, что очень привязался к ребятам, чтобы не мешать делу Бентона.
Между тем на группу детей, играющих в футбол недалеко от деревни, нападают мятежные солдаты Джумы и похищают их для воинской повинности. Двум мальчикам удаётся бежать, но по ним открывают огонь. Бентон едет искать двух мальчишек, которые исчезли с территории школы, и узнаёт, что мятежники планируют напасть на его школу. Он звонит Бауэру и просит спрятать ребят в убежище.
На школу нападают вооружённые бандиты. Джеку удаётся убить нескольких мятежников, но в итоге он все равно попадает в плен. Бентон приходит на помощь, и им удаётся ликвидировать всех повстанцев. Джек лично убивает лидера, Юссоу Дубэку.
В это время у американского посольства США в столице Сангалы происходит экстренная эвакуация людей. У посольства США столпотворение из местных жителей, которые пытаются убежать от войны. Но эвакуируют только граждан США.
Бентон понимает, что здесь ребят не спасти от смерти. И просит Джека помочь ему доставить их к американскому посольству, чтобы успеть на последний вертолёт, который улетит через час. Беглецам приходится бросить школьный автобус и пробираться к посольству пешком, чтобы не наткнуться на военные патрули.
В Вашингтоне Крис Уитли случайно узнаёт информацию о заговоре и финансировании повстанцев. По протоколу он должен доложить эту информацию ФБР, но руководство приказывает стереть файлы. Крис пытается попросить помощи у своего старого друга Роджера Тейлора, сына нового президента, но не успевает передать ему информацию, так как его находят люди Хождеса. Во время инаугурации люди Ходжеса докладывают ему, что Тейлор не опасен, так как Уитли не успел ему передать подтверждающие заговор документы.
Ике Дубеку, полковник армии повстанцев, узнаёт о смерти своего брата, которого убил Джек и отправляется на его поиски. Бентона, Бауэра и мальчишек нагоняет вертолёт Дубеку. Карл наступает на мину, но не позволяет задерживаться Джеку, чтобы обезвредить её. Когда Бентона окружают люди Ике, мина взрывается. Бауэр с бумагами об опекунстве и детьми продолжают двигаться к столице. Консул отказывается принять детей, если Джек не согласится сдаться властям. Джек вновь жертвует собой, чтобы спасти невинных детей, которых так оберегал Карл. В то время как Аллисон Тейлор вступает в должность президента США, Бауэр и дети летят на вертолёте, оставляя местных жителей Сангалы на пороге военного переворота.

## Музыка
Вся музыка написана Шоном Каллери.
| №   | Название                            | Длительность |
| --- | ----------------------------------- | ------------ |
| 1.  | «Prologue — Sangala»                | 4:07         |
| 2.  | «Across The Plains»                 | 1:00         |
| 3.  | «Willie»                            | 2:56         |
| 4.  | «Dubaku On The Hunt»                | 3:17         |
| 5.  | «Jack and Benton»                   | 3:33         |
| 6.  | «Soccer Game Interrupted»           | 3:55         |
| 7.  | «Vultures»                          | 2:51         |
| 8.  | «Paranoid Friend»                   | 1:32         |
| 9.  | «Don’t Let Them Take My Kids»       | 4:44         |
| 10. | «Tortured Jack»                     | 3:56         |
| 11. | «Evacuating The School»             | 3:09         |
| 12. | «Anything At All»                   | 1:44         |
| 13. | «One Man Against Juma’s Army»       | 2:36         |
| 14. | «Benton’s Sacrifice»                | 4:27         |
| 15. | «Street Battle»                     | 3:37         |
| 16. | «Open The Gate»                     | 4:22         |
| 17. | «New President In A Troubled World» | 2:52         |

## Производство

### Критика
Фильм получил положительные обзоры от кинокритиков. Алессандр Стэнли из Нью-Йорк Таймс дал фильму положительный обзор, заявив, что «Искупление» — «более трезвая, упрощённая версия 24, и это освежает» («a more sober, stripped-down version of 24, and that’s refreshing»), и что это первый раз за историю сериала, когда действия разворачиваются не в южной Калифорнии — показан конфликт в Сангале. И очень реалистично. Стэнли также сказал, что двухчасовая версия 24 доказывает, что сокращение — это не всегда плохо. Мэри Макнамара из Los Angeles Times похвалила фильм, признав, что продюсеры трезво оценили критику предыдущего сезона по поводу использования пыток в шоу, и заявила, что группа невинных маленьких детей, спасающихся бегством, «немедленно углубляет эмоциональный уровень истории» («instantly ratchets up a story’s emotional level»).
Брайн Зоромский (IGN) оценил фильм как «хороший» (7.5 баллов из возможных 10). Зоромский заявил, что цель «Искупления» заключалась в том, чтобы ввести новых героев в будущий седьмой сезон. Он похвалил боевые сцены с Бауэром, сравнив Джека с «Крепким орешком в Африке», и оценил смену места действия сюжета как «освежающие перемены». Однако Зормский подверг критике фильм за содержание некоторых диалогов и мягкие сцены, но предположил, что они контрастируют с боевыми и эмоциональными сценами, в которых участвует Джек Бауэр, позволяя Сазерленду показать весь свой актёрский диапазон. Оскар Дах из BuddyTV заявил, что фильм должен доставить удовольствие критикам шестого сезона, а также добавил, что это прекрасное начало седьмого сезона и похвалил выступление Роберта Карлайла.
Кроме того, некоторые обзоры были смешанного характера. Саймон Брю из Den of Geek rated Redemption дал фильму 3 звезды из 5, хваля его за демонстрацию более человечной стороны агента Бауэра, игру Черри Джонс в качестве президента Аллисон Тейлор, и назвал «Искупление» прочным мостом между сезонами шесть и семь. Однако Брю был критически настроен к тому, что фильм не имеет практически ничего общего с миром телесериала «24». Джерард Гильберт из «Индепендент» заявил, что рад введению нового героя Джонаса Ходжеса в исполнении прекрасного актёра Джона Войта и что будет с нетерпением ждать седьмого сезона. Мэтью Гильберт из Boston Globe дал фильму отрицательную оценку (2 из 10), назвав его «un-fun» и заявив, что характер Бауэра совершенно не изменился с прошлых сезонов, а также задал вопрос аудитории «Когда же герой-жулик (Бауэр) станет усталой шуткой?».

### Премии и номинации
Сам фильм и ведущий актёр, Кифер Сазерленд, номинировались на несколько премий, но ни одна из номинаций не привела к победе. Сазерленд был номинирован как «Лучший актёр в мини-сериале или телевизионном Фильме» на 66-й церемонии премии «Золотой глобус», которая в конечном итоге была отдана Полу Джаматти за его роль в мини-сериале «Джон Адамс».
Сам фильм номинировался на несколько премий «Эмми» на 61-й церемонии, но тоже ничего не выиграл.